# Dalmát nőszirom
A dalmát nőszirom (Iris pallida) a nősziromfélék (Iridaceae) családjába tartozó gyógy és dísznövény.

## Megjelenése
Gyöktörzses, szakállas írisz. Magassága 70–100 cm. Erős elágazó szárán 2-6 illatos, 8–12 cm átmérőjű, sárgán szakállas, ezüstös murvalevelű, orgonakék virág nyílik. Tavasz végén és nyár elején virágzik. Az Aurea Variegata levele sárga és zöld csíkos.
Tartalmaz:→ 0,1-0,2% illóolaj (ironok, guajen, furfurol, benzaldehid), izoflavon-glikozid iridin, irilon, irisolon, 20-50% keményítő, illóolaj.
Gyógyhatása:
Felső légúti panaszok enyhítésére szolgáló gyógyteákat, vagy illóolajat kizárólag a dalmát nőszirom gyökértörzséből (Iridis rhizoma et radix) ritkán készítenek, többnyire más gyógynövényekkel, például eukaliptusz, mezei menta, narancs, csillagánizs, citrom, törpefenyő, ginseng, citral, rozmaring, citronella, édeskömény, szerecsendió, cajeput, citromfű, levendula, tárkony, mirha, szegfűszeg, kapor, zeller, hegyi boróka, zsálya, kakukkfű, vanília, fahéj, rózsafa, kömény, kúszó fajdbogyó, kamilla, nőszirom, bazsalikom, martilapufűvel keverik.
Főzetével kiütéseket, enyhébb bőr- vagy nyálkahártya irritációkat öblítsük le vagy törölgessük.
A dalmát nőszirom porrá őrölt gyökértörzse hintőpor gyanánt is alkalmazható bőrkiütés vagy fokozott lábizzadás esetén. Mézzel elkeverve (1 kávéskanál port ugyanennyi mézzel) hurutoldás céljából is fogyaszthatjuk köhögés esetén.
Figyeelmeztetés!
Illóolaját ne alkalmazzuk 2 évesnél fiatalabb gyereknél és ne tegyük nyílt sebre, mert éget. Szembe és más érzékeny testrészre ne kerüljön. Ne alkalmazzuk nap általi leégés után. Használat után alaposan mossunk kezet!